# West Harbour Rugby Football Club
Le West Harbour RFC est un club de rugby à XV, basé à Concord dans la banlieue nord de Sydney, en Australie. Fondé en 1900 sous le nom de Western Suburbs District RUFC, les Pirates, comme le club est surnommé, n’ont remporté le championnat de Sydney que deux fois. Le nom actuel a été adopté en 1995. Le club possède une équipe senior féminine qui connaît de très bons résultats.

## Palmarès
Shute Shield (2) : 1902, 1929

## Joueurs célèbres
Une vingtaine de ses joueurs ont été sélectionnés pour l’équipe nationale d’Australie. Le plus célèbre est l’ailier Lote Tuqiri.
- Rodney Blake
- Lote Tuqiri